# Syneta
Syneta là một chi bọ cánh cứng trong họ Chrysomelidae.
Chi này được miêu tả khoa học năm 1835 bởi Dejean.

## Các loài
Chi này gồm các loài:
- Syneta betulae Fabricius, 1792